# Cerro Bravo
Cerro Bravo är ett berg i Bolivia.   Det ligger i departementet Potosí, i den södra delen av landet, 400 km sydväst om huvudstaden Sucre. Toppen på Cerro Bravo är 5 707 meter över havet, eller 493 meter över den omgivande terrängen. Bredden vid basen är 3,4 km. Cerro Bravo ingår i Serranía Dulce Nombre.
Terrängen runt Cerro Bravo är huvudsakligen kuperad. Trakten runt Cerro Bravo är nära nog obefolkad, med mindre än två invånare per kvadratkilometer.. Det finns inga samhällen i närheten. 
Trakten runt Cerro Bravo är ofruktbar med lite eller ingen växtlighet.